# Camponotus cuneidorsus
Camponotus cuneidorsus är en myrart som beskrevs av Carlo Emery 1920. Camponotus cuneidorsus ingår i släktet hästmyror, och familjen myror. Inga underarter finns listade.

## Bildgalleri

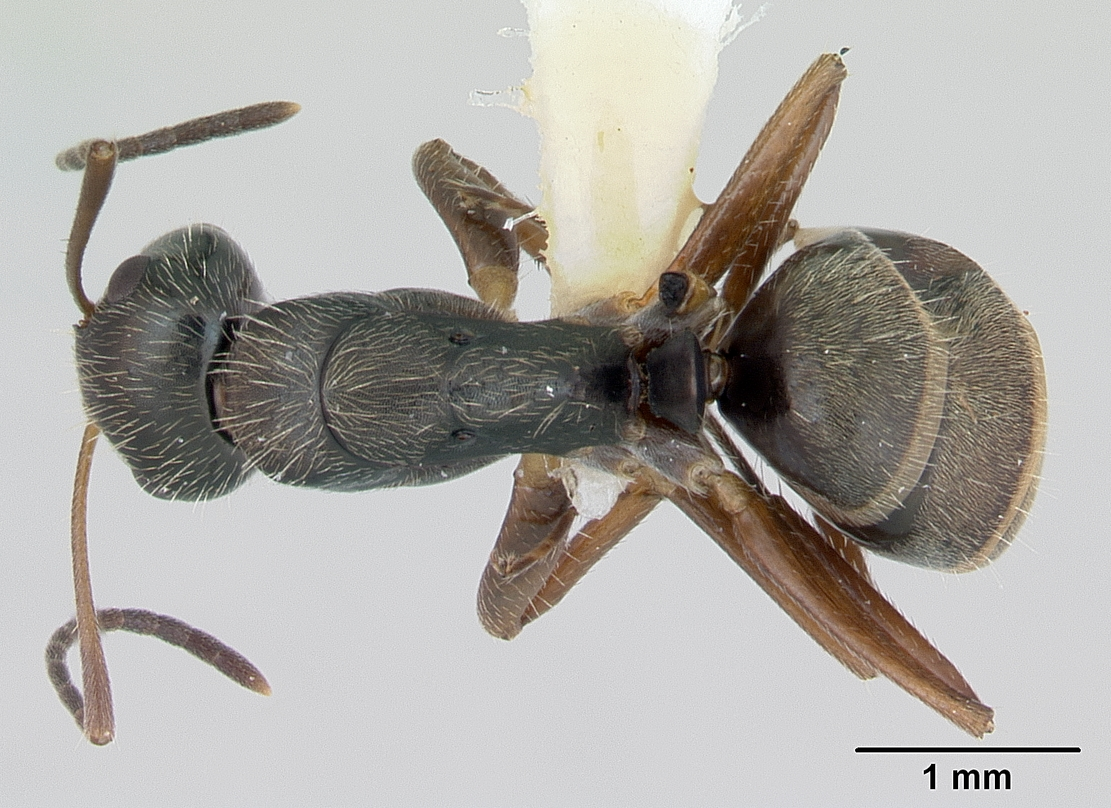
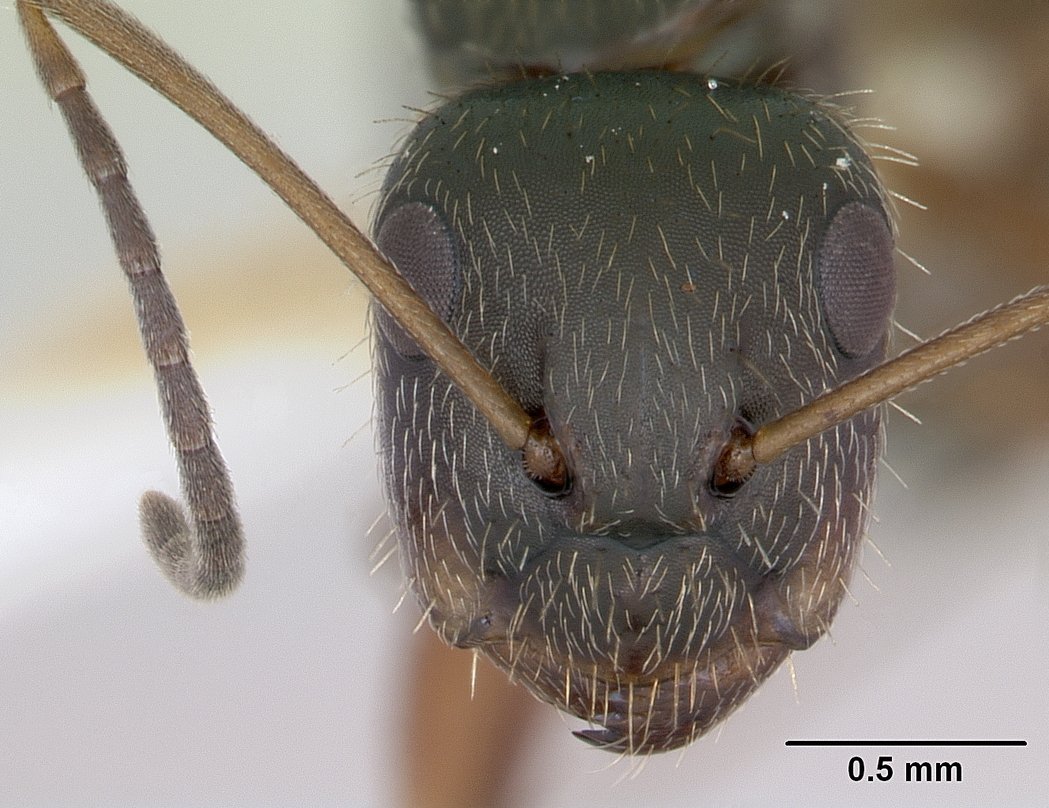
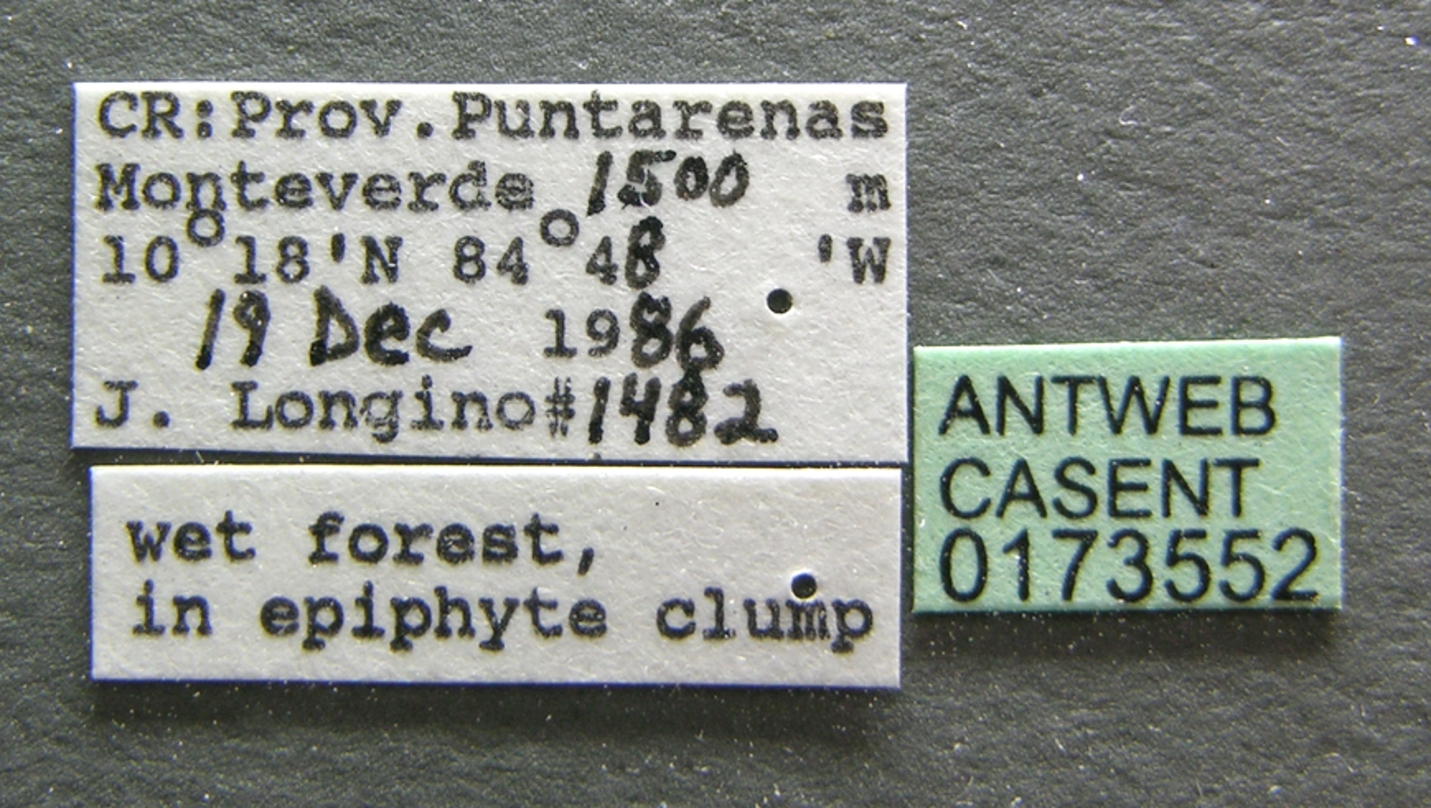
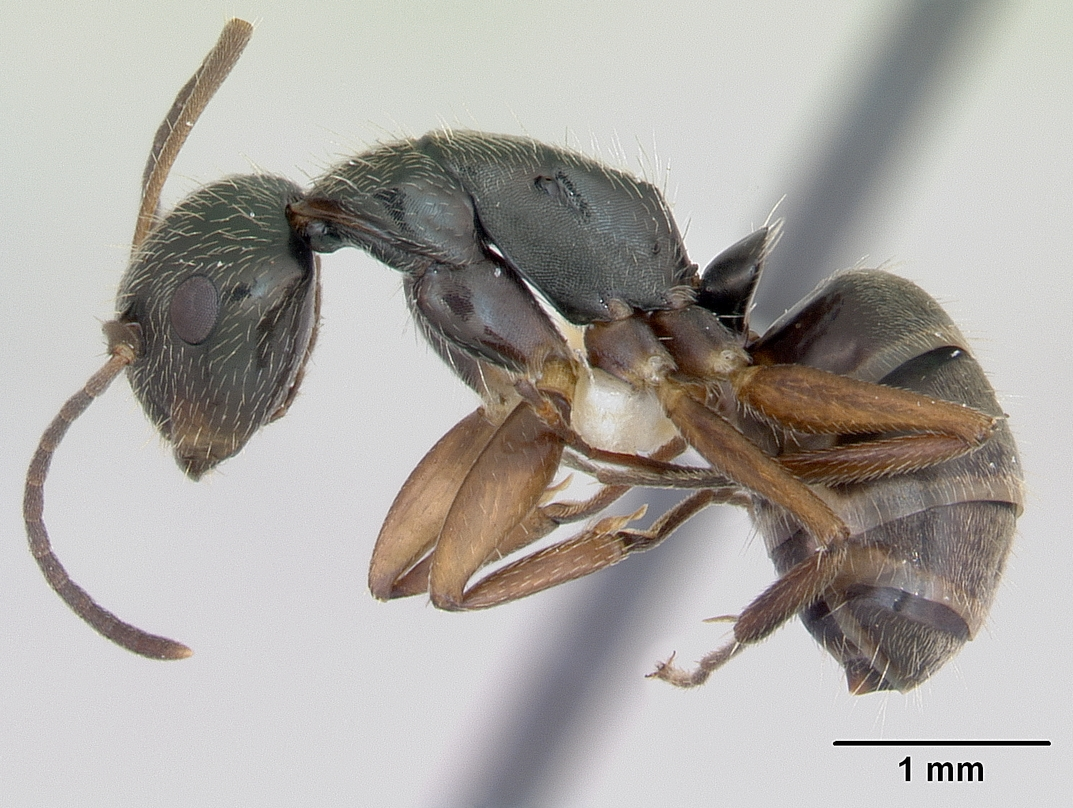
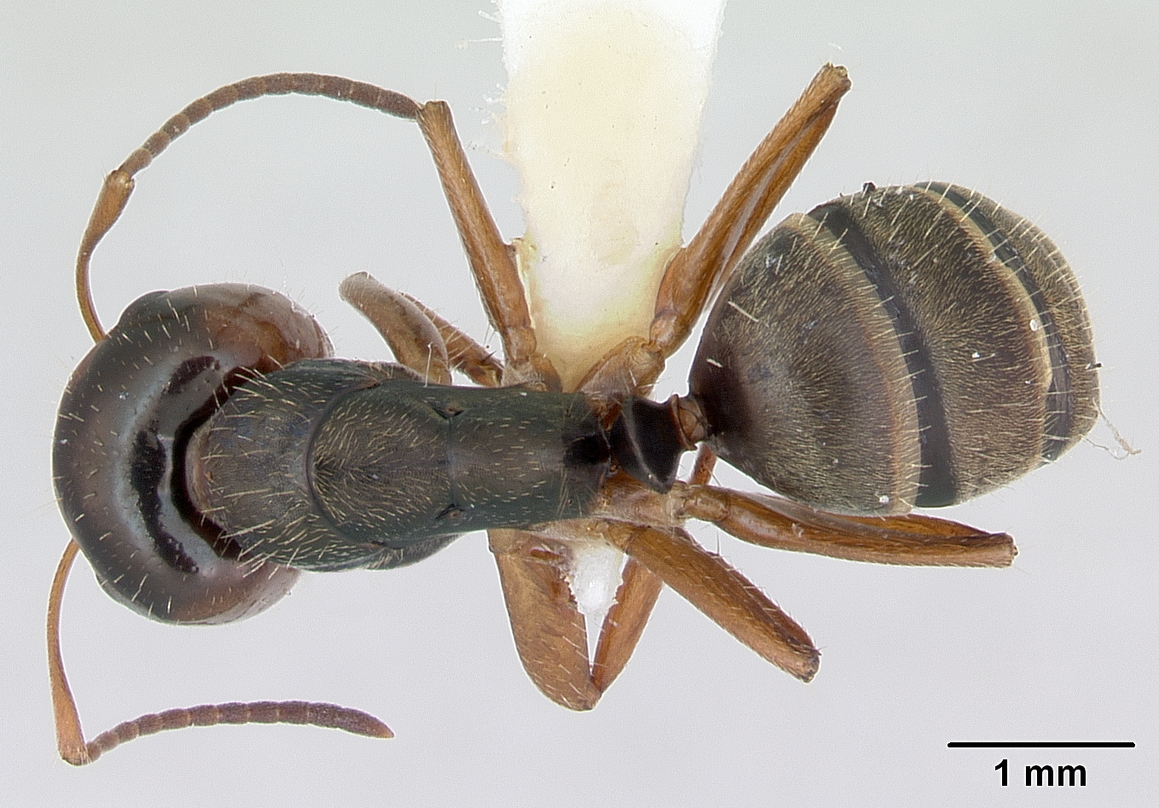
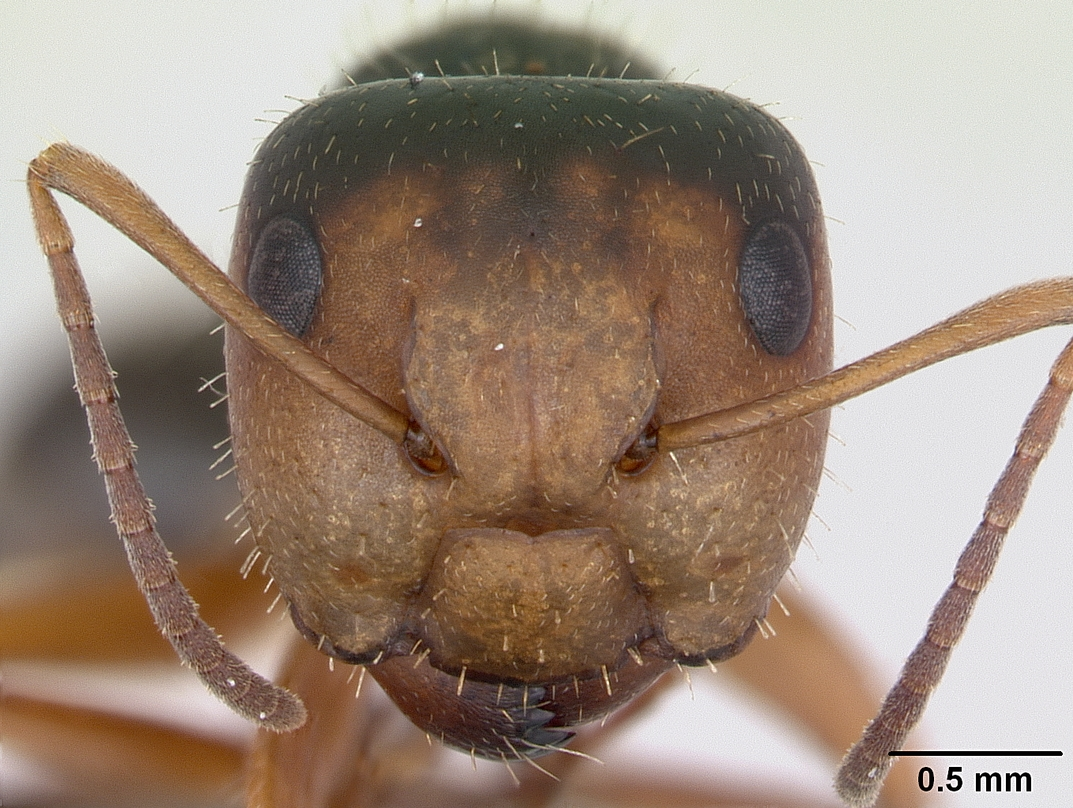